# Realschule John-F.-Kennedy-Platz
Die Realschule John-F.-Kennedy-Platz ist eine Realschule in Braunschweig.

## Geschichte
Die Schule wurde 1911 als Knaben-Mittelschule gegründet. 82 Jungen wurden an der damals zweiten Mittelschule in Braunschweig aufgenommen. Bis 1914 hatte man noch in den Schulen der Comeniusstraße und Okerstraße unterrichtet, danach zog man in das neu gebaute Schulgebäude am damaligen Augustplatz ein.
Zum Beginn des Zweiten Weltkrieges 1939 wurden 8 von den 15 Lehrern der Schule zur Wehrmacht eingezogen, wodurch 7 Lehrer übrig blieben, die dann 12 Klassen unterrichten mussten. Die Schule wurde durch Bombardierungen während des Krieges nicht stark beschädigt.
Aufgrund der Ermordung des US-Präsidenten John F. Kennedy, wurde der Augustplatz am 27. November 1963 zum John-F.-Kennedy-Platz umbenannt, wodurch die Schule ihren heutigen Namen "Realschule John-F.-Kennedy-Platz" erhielt. Die Koedukation wurde im Schuljahr 1966/1967 eingeführt. Die Schule hat einen Schulelternverein und eine Schülervertretung.

## Standort und Architektur
Die Schule befindet sich in der Braunschweiger Innenstadt nahe dem Löwenwall und der Volkswagen Halle. Angrenzende Straßen sind unter anderem die Auguststraße und der Lessingplatz. Neben der Schule befindet sich die Bus- und Bahnhaltestelle John-F.-Kennedy-Platz.
Der Architekt der Schule war Max Osterloh, welcher den Bau der Schule von 1908 bis 1911 plante. Die zwischen 1912 und 1914 gebaute Schule steht unter Denkmalschutz.
Die Schule verfügt über eine Cafeteria, eine Turnhalle, sowie einen eigenen Schulgarten.

## Persönlichkeiten
- Erik Range alias Gronkh (* 1977)